# 布魯斯角 (斯科特海岸)
76°8′S 162°26′E / 76.133°S 162.433°E
布魯斯角（英語：Bruce Point），是南極洲的海岬，位於維多利亞地的斯科特海岸，處於夏古灣南部，由英國探險隊發現，現時由南極條約體系管理。